# 高汉筠
高汉筠（873年—938年），字时英，唐朝末年齐州历山人，在五代十国时期先后效力后梁、晋国、后唐、后晋。

## 家世
曾祖高诣，曾任历山邑令，于是就地安家。

## 生平
高汉筠年轻时喜欢书传，曾去长白山讲学，正逢唐末齐、鲁之地有战事，宣武军节度使朱全忠称霸，于是谒见朱全忠，在其军中任职。不久，出为卫州牙校。
后朱全忠代唐，建立后梁。后梁末帝年间，魏博军兵变投靠与梁为敌的晋王李存勖，李存勖进入魏博军，分兵告谕魏博属郡，高汉筠对卫州刺史晓以利害，让他归顺李存勖，李存勖以高汉筠为功臣，不久改任洺州都校。后李存勖建立后唐，改常山为北京，以高汉筠为皇城使，加检校兵部尚书、左骁卫将军同正。
后唐明宗即位，除授高汉筠成德军节度副使，不久因讨伐荆南节度使高季兴，下诏催促高汉筠改任山南东道节度副使，赴任山南东道军部襄州，权知军州事。长兴年间，历任曹、亳二州刺史。任满，加检校司徒，行（代理）左金吾卫大将军。后唐末帝清泰末年，河东节度使石敬瑭就地起兵作乱，末帝遣建雄节度使张敬达率军围河东军部太原，委派高汉筠巡抚建雄军各郡，守军部晋州。张敬达被害后，建雄节度副使田承肇率部兵攻打高汉筠的官署，高汉筠打开门迎接田承肇，说：“我和你都受朝廷所托，为什么如此逼我？”田承肇说：“我想要扶公为节度使。”高汉筠说：“老夫老了，不敢做乱军之首，我的生死你看着办。”田承肇目视左右让他们上前杀了高汉筠，诸军把兵器扔在地上，说：“高金吾是经历多朝的年老有德者，不可枉杀。”田承肇见众意难拒，于是谢罪说：“与公戏言罢了！”放高汉筠骑马回京城洛阳。石敬瑭建立后晋，进军洛阳途中传急诏征高汉筠，在途中遇到了他，说：“朕担忧卿为乱兵所伤，如今见了卿，很高兴。”不久，后晋灭后唐。高汉筠于是入朝觐见，天福二年（937年）十月迁左骁卫大将军、内客省使。三年（938年）正月，患病，在开封私宅去世。

## 评价
高汉筠性宽厚，仪容伟岸。虽历任军职，从未说过违法的话，多敬慕士大夫所为，又以清白自负。在襄阳任职时，曾有官吏额外献给他白金二十镒，他说：“我有正当俸禄，这有何用！”于是告诫该官吏下不为例，上表献上白金，得到诏书嘉许。在济阴任职时，部民为其所安，治下四邑供给一万八千僧人饭食。他在亳州三年，每年都用自己百千俸禄代为缴纳被拖欠的租税，在当时被认为近代出色的二千石官员。

## 家庭
长子高贞文，仕北宋，为开封少尹，卒。

### 引用
1. ↑   . 维基文库.
2. ↑   . 维基文库.